# 罗卡维奥内
罗卡维奥内（義大利語：Roccavione），是意大利库内奥省的一个市镇。总面积19平方公里，人口2884人，人口密度151.8人/平方公里（2009年）。ISTAT代码为004192。